# حلم المراهقة: الحلوى الكاملة
حلم المراهقة: الحلوى الكاملة (بالإنجليزية: Teenage Dream: The Complete Confection)‏ هو إعادة إصدار للمغنية الأمريكية كيتي بيري لألبومها الثالث حلم المراهقة. ولقد صدر بتاريخ 23 مارس, 2012 بواسطة شركة كابيتول للتسجيل، بعد ما يقارب السنتين من إطلاق ألبومها الأصلي. بيري تعاونت مع منتجين من ضمنهم تريكي ستيورات لإعادة إنتاج بعض الأغاني التي تم إصدار بألبوم حلم المراهقة. الإنتاج الأخير ضم ثلاثة أغان جديدة، لدمج نمط البوب كما في الألبوم الأصلي، كنسخة صوتية من أغنية الشخص الذي ذهب بعيدا وثلاث ريمكسات رسمية.